# Ritmx
 (juin 2014).
Ritmx (Référentiel d'Informations Tarifaires Multimodales) est une filiale du groupe SNCF, spécialisée dans la conception et le déploiement de solutions logicielles sécurisées de distribution billettique et d'information voyageurs.

## Métiers et Activités
Ritmx est un fournisseur de services de distribution et un éditeur de solutions logicielles destinées au transport public en France et à l’international.
Ritmx accompagne les acteurs du transport public souhaitant développer l’offre de transport multimodal. Ritmx met à disposition des outils de distribution permettant de combiner les services tels que le transport, les parkings, les musées. Ritmx est au service des opérateurs de transport et des autorités organisatrices de transport. Elle prend en charge la réalisation des solutions de distribution, assure l'intégration technique dans les environnements clients, délivre des conseils concernant les aspects sécurité et nouvelles technologies.
Ritmx simplifie l’achat des billets de transport de proximité en mettant à disposition des nouveaux canaux de distribution (Internet, téléphone mobile, tablette, distributeur automatique bancaire, automate régionaux, dépositaire, guichet en agence).
Ritmx a contribué à l’introduction de nouveaux supports billettiques en participant à la réalisation de plusieurs expérimentations en France (Carte à puce, Clé USB, Téléphone Mobile NFC, Billet imprimé sécurisé).

## Historique
En septembre 2008, Luigi Panone crée la société Ritmx avec l'aide des actionnaires SNCF et Kéolis.
En février 2010, RITMx lance l'expérimentation de la recharge de la carte Navigo à domicile par le biais d'un lecteur de cartes connecté à un ordinateur personnel.
En septembre 2010, RITMx sort l'application TER mobile, un service dédié aux utilisateurs qui fournit des informations en temps réel et facilite l'achat de billets.